# 飞行员 (电影)
为2024年上映的韩国喜剧片，翻拍自2012年瑞典电影《变装机长》，由《储物柜女孩》《D.P：逃兵追緝令》的导演韩俊熙企划，电影《最普通的恋爱》的导演金嫺潔执导，曹政奭、李宙明、韓善伙及申承浩主演。
该片在韩国上映首日以37万余名观影人次创下韩国2024年暑期档最高开画票房纪录，上映9日突破220万观影人次的损益平衡点。

## 劇情概要
影片讲述一夜之间從明星機長变成失业人員的韓正宇（曹政奭 饰）因意外而洗白身份，得益于此成功再就业后发生的故事。

## 演员阵容
- 曹政奭 饰演 韩正宇／韩正美[11]

曾经是众人认可的明星飞行员，因为一瞬间的错误一夜之间变成失业者，又接连遭遇离婚、再就业失败的双重打击。为了挑战再就业，他利用妹妹韩正美的身份破格变身，在不断实现新飞跃的过程中，经历了意想不到的事件，因而再次面临新的苦难。
- 李宙明 饰演 尹瑟琪[12]

与变身为韩正美的韩正宇同期入职的飞行员，干练洒脱、充满自信。
- 韓善伙 饰演 韩正美[13]

韩正宇的妹妹，一名ASMR美妆主播，她不仅给面临人生危机的哥哥提供自己的身份，还给哥哥的再就业挑战提供决定性的帮助。
- 申承浩 饰演 徐贤锡[14]

韩正宇在空军士官学校的后辈，也是韩正宇变身韩正美后的职场前辈飞行员。
- 吴敏爱 饰演 晏子[15]

韩正宇、韩正美兄妹的母亲，歌手李灿元的狂热粉丝。
- 金芝賢 飾演 秀英，韓正宇的妻子。[16]
- 徐在熙 饰演 卢文英，韩正宇所属的航空公司理事。[17]
- 朴多溫 饰演 韓施厚，韩正宇的儿子，未来志愿是成为一名芭蕾舞演员。[18]
- 金泰勳
- 姜河那 饰演 在ASMR美妆主播韩正美的帮助下进行卧底调查的警察（特别出演）[19]
- 劉在錫（特别出演）[20]
- 曹世镐（特别出演）[20]

## 制作
該片總製作費為98億韓元，不含發行、行銷費用的純製作費為60億韓元，曾投資《首爾之春》的創投公司Solaire Partners與樂天娛樂共同承擔了主要投資。據悉，製作費用由雙方各負擔一半。

### 发展
导演金嫺潔在2021年忠武路电影节首次与该片企划韩俊熙见面时获得执导该片的邀请，出于对韩俊熙的喜爱和信任，金嫺潔答应出任导演。金嫺潔收到剧本初稿时，韩俊熙告知她该片已确定由曹政奭主演；曹政奭在同年的釜山电影节期间收到出演邀请，3日后便答应出演。《仙后座Cassiopeia》的编剧曹宥珍为该片创作剧本，其丈夫为专业飞行员。

### 选角
2022年4月，片方正式宣布曹政奭主演该片。同年12月，媒体报道申承浩参演该片，在片中饰演一名飞行员。2024年4月，申承浩与李宙明正式确认参演该片。

### 拍摄
2022年12月，媒体报道该片已经开拍了一段时间。2023年1月，曹政奭出演访谈节目时透露，该片已经拍摄到最后阶段。2024年1月，導演金嫺潔於採訪中透露此片共經歷了50場拍攝，其中2場往返於機場與機場間的場景，拍攝地點為泰國。

### 損益平衡點
據媒體報導，該片損益平衡點推算為220至240萬觀影人次。

## 发行
2024年4月17日发布首款预告片并宣布定于同年7月31日在韩国上映；同年9月12日上线韩国IPTV和VOD平台。

### 票房
在韩国上映首日吸引超过37万名观众观影，夺得单日票房冠军并创下韩国2024年暑期档最高开画票房纪录；力压《死侍與金鋼狼》《神偷奶爸4》等片连续两周夺得周末票房冠军宝座，其中在上映第9日突破损益平衡点220万观影人次，是韩国2024年暑期档电影中最快获得该成绩的影片。《异形：夺命舰》于8月14日在韩国上映，终结该片自上映后连续14日蝉联单日票房冠军的纪录。
| 上一届： 《死侍與金鋼狼》 | 2024年韓國週末票房冠軍 第31-32週 | 下一届： 《异形：夺命舰》 |

## 奖项荣誉
| 年份 | 颁奖礼                     | 奖项           | 入围者         | 结果 | 参考   |
| ---- | -------------------------- | -------------- | -------------- | ---- | ------ |
| 2024 | 第33屆釜日電影獎           | 最佳男主角     | 曹政奭         | 提名 |        |
| 2024 | 第45屆青龍電影獎           | 最佳女配角     | 韓善伙         | 提名 |        |
| 2024 | 第45屆青龍電影獎           | 最佳新人女演員 | 李宙明         | 提名 |        |
| 2024 | 第11届韩国电影制作人协会奖 | 最佳男主角     | 曹政奭         | 獲獎 |        |
| 2024 | 2024首尔国际电影大奖       | 最佳新人女演员 | 李宙明         | 獲獎 | [ 37 ] |
| 2024 | 年度女性电影人奖           | 最佳新人表演   | 李宙明         | 獲獎 | [ 38 ] |
| 2025 | 第61屆百想藝術大獎         | 最佳艺术       | 李瑞珍（化妆） | 提名 | [ 39 ] |
| 2025 | 第61屆百想藝術大獎         | 最佳男主角     | 曹政奭         | 獲獎 | [ 39 ] |
| 2025 | 第61屆百想藝術大獎         | 最佳女配角     | 韓善伙         | 提名 | [ 39 ] |
| 2025 | 第23届导演选择奖           | 最佳新晋女演员 | 韓善伙         | 待定 | [ 40 ] |